# Paul Cazeneuve
Pour les articles homonymes, voir Cazeneuve.
Paul Cazeneuve, né le 10 janvier 1852 à Lyon et décédé le 30 mars 1934 à Paris, est un homme politique français de la Troisième République.

## Biographie

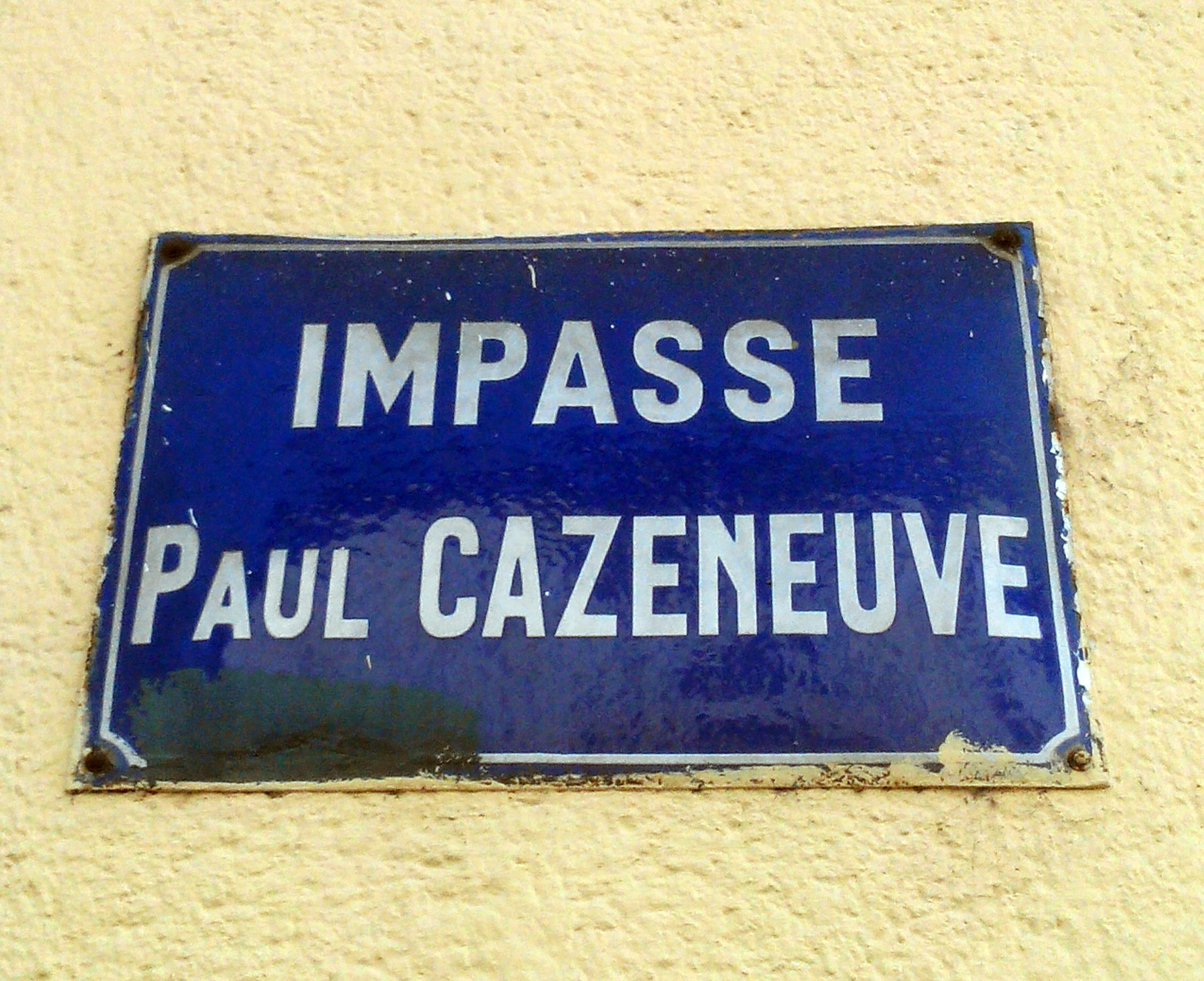
Plaque de l'impasse qui porte son nom à Lyon.

Pharmacien de profession, il est professeur de chimie organique à la Faculté de médecine de Lyon dès 1882.
Radical-socialiste, il est élu conseiller général en 1894 avant de devenir président du Conseil général du Rhône de 1901 à 1920. Élu député radical de La Guillotière en 1902, il quitte la Chambre des députés à la suite de son élection comme sénateur du Rhône le 3 janvier 1909. Le 10 janvier 1920, n'étant pas réélu, il quitte la vie politique.
Il est l'un des six vice-présidents du comité exécutif du Parti républicain, radical et radical-socialiste en 1904.
Le 18 juin 1929, il prononce un discours sur les sanatoriums des Petites Roches (de Saint-Hilaire du Touvet) devant l’Académie de Médecine.